# George Barnes (directeur de la photographie)
Pour les articles homonymes, voir George Barnes et Barnes.
George Barnes est un directeur de la photographie, né à Pasadena en Californie le 16 octobre 1892, et mort le 30 mai 1953 à Los Angeles (Californie).

## Biographie
Il a fait ses débuts en 1919 pour Thomas Ince. Collaborateur de Gregg Toland, il s'affranchit bientôt de sa tutelle et travaille dans des registres très variés.

### Vie privée
Il se maria sept fois, notamment à Joan Blondell en 1933, (divorce le 4 septembre 1936), puis à Margaret Atkinson, le 9 juin 1947.

## Filmographie

### Années 1910
- 1918 Vive la France ! de Roy William Neill
- 1919 Partners Three de Fred Niblo
- 1919 The Law of Men de Fred Niblo
- 1919 The Haunted Bedroom de Fred Niblo
- 1919 The Virtuous Thief de Fred Niblo
- 1919 : À l'ombre du bonheur (Stepping Out) de Fred Niblo
- 1919 What Every Woman learns de Fred Niblo
- 1919 Dangerous Hours de Fred Niblo

### Années 1920
- 1920 : Le Trait d'union (The Woman in the Suitcase) de Fred Niblo
- 1920 : The False Road de Fred Niblo
- 1920 : Hairpins de Fred Niblo
- 1920 : Her Husband's Friend de Fred Niblo
- 1920 : Silk Hosiery de Fred Niblo
- 1921 : The Heart Line de Frederick A. Thomson
- 1921 : The Bronze Bell de James W. Horne
- 1921 : The Beautiful Gambler de William Worthington
- 1921 : Opened Shutters de William Worthington
- 1922 : Woman, Wake Up! de Marcus Harrison
- 1922 : The Real Adventure de King Vidor
- 1922 : Dusk to Dawn de King Vidor
- 1922 : La Conquête d'une femme (Conquering the Woman) de King Vidor
- 1922 : Peg de mon cœur (Peg o' My Heart), de King Vidor
- 1923 : Alice Adams de Rowland V. Lee
- 1923 : The Love Piker de E. Mason Hopper
- 1923 : Desire de Rowland V. Lee
- 1924 : Yolanda de Robert G. Vignola
- 1924 : Janice Meredith de E. Mason Hopper
- 1925 : Zander the Great de George W. Hill
- 1925 : The Teaser de William A. Seiter
- 1925 : The Dark Angel de George Fitzmaurice
- 1925 : L'Aigle noir (The Eagle) de Clarence Brown
- 1926 : Mademoiselle Modiste de Robert Z. Leonard
- 1926 : Le Fils du cheik (The Son of the Sheik) de George Fitzmaurice
- 1926 : La Conquête de Barbara Worth (The Winning of Barbara Worth) de Henry King
- 1927 : The Night of Love de George Fitzmaurice
- 1927 : Venus of Venice de Marshall Neilan
- 1927 : La Flamme d'amour (The Magic Flame) de Henry King
- 1927 : The Devil Dancer de Fred Niblo
- 1928 : Sadie Thompson de Raoul Walsh
- 1928 : Le Masque de cuir (Two Lovers) de Fred Niblo
- 1928 : Les Nouvelles Vierges (Our dancing daughters), de Harry Beaumont
- 1928 : The Awakening de Victor Fleming
- 1929 : Le Forban (The Rescue) de Herbert Brenon
- 1929 : Bulldog Drummond de F. Richard Jones
- 1929 : La Princesse et son taxi (This is Heaven) d'Alfred Santell
- 1929 : Condamné (Condemned!) de Wesley Ruggles
- 1929 : L'Intruse (The Trespasser) d'Edmund Goulding

### Années 1930
- 1930 : Raffles de George Fitzmaurice
- 1930 : Quelle veuve ! (What a Widow!) d'Allan Dwan
- 1930 : A Lady's Morals de Sidney Franklin
- 1930 : The Devil to Pay! de George Fitzmaurice
- 1931 : One Heavenly Night de George Fitzmaurice
- 1931 : Fille de luxe (Five and Ten) de Robert Z. Leonard
- 1931 : Street Scène de King Vidor
- 1931 : Le Jardin impie (The Unholy Garden) de George Fitzmaurice
- 1932 : Les Grecs avaient un nom pour elles (The Greeks Had a Word for Them) de Lowell Sherman
- 1932 : Polly of the Circus d'Alfred Santell
- 1932 : The Wet Parade de Victor Fleming
- 1932 : Society Girl de Sidney Lanfield
- 1932 : Blondie of the Follies d'Edmund Goulding
- 1932 : Sherlock Holmes de William K. Howard
- 1933 : Mystérieux Week-end (Broadway Bad) de Sidney Lanfield
- 1933 : Peg o' My Heart de Robert Z. Leonard
- 1933 : Goodbye Again de Michael Curtiz
- 1933 : Prologue (Footlight Parade) de Lloyd Bacon
- 1933 : Les Veuves de La Havane (Havana Widows) de Ray Enright
- 1934 : Massacre d'Alan Crosland
- 1934 : Franc Jeu (Gambling Lady) d'Archie Mayo
- 1934 : C'était son homme de Lloyd Bacon
- 1934 : Smarty de Robert Florey
- 1934 : Dames de Ray Enright
- 1934 : Kansas City Princess de William Keighley
- 1934 : Mademoiselle Général (Flirtation Walk) de Frank Borzage
- 1935 : Chercheuses d'or de 1935 (Gold Diggers of 1935) de Busby Berkeley
- 1935 : Femmes d'affaires (Traveling Saleslady) de Ray Enright
- 1935 : In Caliente de Lloyd Bacon
- 1935 : Le Gondolier de Broadway (Broadway Gondolier) de Lloyd Bacon
- 1935 : Tête chaude (The Irish in Us) de Lloyd Bacon
- 1935 : I Live for Love de Busby Berkeley
- 1935 : Stars Over Broadway de William Keighley
- 1936 : The Singing Kid de William Keighley
- 1936 : Love Begins at Twenty de Frank McDonald
- 1936 : Caïn et Mabel (Cain and Mabel) de Lloyd Bacon
- 1937 : La Légion noire (Black Legion) d'Archie Mayo
- 1937 : Femmes Marquées (Marked Woman) de Lloyd Bacon
- 1937 : Le Prince et le Pauvre (The Prince and the Pauper) de William Keighley non crédité
- 1937 : Bataille de dames (Ever Since Eve) de Lloyd Bacon
- 1937 : La Revue du collège (Varsity Show) de William Keighley
- 1937 : The Barrier de Lesley Selander
- 1937 : Hollywood Hotel de Busby Berkeley
- 1938 : Love, Honor and Behave de Stanley Logan
- 1938 : The Beloved Brat d'Arthur Lubin
- 1938 : Chercheuses d'or à Paris (Gold Diggers in Paris) de Ray Enright
- 1939 : L'Île du Diable (Devil's Island) de William Clemens
- 1939 : Le Brigand bien-aimé (Jesse James) d'Henry King
- 1939 : Stanley et Livingstone (Stanley and Livingstone) d'Henry King
- 1939 : Here I Am a Stranger de Roy Del Ruth
- 1939 : Our Neighbors - The Carters de Ralph Murphy

### Années 1940
- 1940 Rebecca (Rebecca) d'Alfred Hitchcock
- 1940 Free, Blonde and 21 de Ricardo Cortez
- 1940 Maryland d'Henry King
- 1940 Girl from Avenue A d'Otto Brower
- 1940 Le Retour de Frank James (The Return of Frank James) de Fritz Lang
- 1941 Les Trappeurs de l'Hudson (Hudson's Bay) d'Irving Pichel
- 1941 Illusions perdues (That Uncertain Feeling) d'Ernst Lubitsch
- 1941 L'Homme de la rue (Meet John Doe) de Frank Capra
- 1941 Ladies in Retirement de Charles Vidor
- 1941 Unholy Partners de Mervyn LeRoy
- 1941 Adieu Jeunesse (Remember the Day) d'Henry King
- 1942 Sex Hygiene de John Ford et Otto Brower
- 1942 Qui perd gagne (Rings on her Fingers) de Rouben Mamoulian
- 1942 Broadway de William A. Seiter
- 1942 Nightmare de Tim Whelan
- 1942 Lune de miel mouvementée (Once Upon a Honeymoon) de Leo McCarey
- 1943 Pile ou Face (Mr Lucky) de H. C. Potter
- 1943 : Jane Eyre (Jane Eyre), de Robert Stevenson
- 1944 Depuis ton départ (Since You Went Away) de John Cromwell non crédité
- 1944 L'Aventure vient de la mer (Frenchman's Creek) de Mitchell Leisen
- 1944 Rien qu'un cœur solitaire (None But the Lonely Heart) de Clifford Odets
- 1945 Pavillon noir (The Spanish Main) de Frank Borzage
- 1945 La Maison du Docteur Edwardes (Spellbound) d'Alfred Hitchcock
- 1945 Les Cloches de Sainte-Marie (The Bells of St-Mary's) de Leo McCarey
- 1946 From This Day Forward de John Berry
- 1946 Sister Kenny de Dudley Nichols
- 1947 Sinbad le marin (Sinbad the Sailor) de Richard Wallace
- 1947 Le deuil sied à Électre (Mourning becomes Electra) de Dudley Nichols
- 1948 La Valse de l'Empereur (The Emperor Waltz) de Billy Wilder
- 1948 Ce bon vieux Sam (Good Sam) de Leo McCarey
- 1948 : La Vérité nue (No Minor Vices) de Lewis Milestone
- 1948 Le Garçon aux cheveux verts (The Boy with green hair) de Joseph Losey
- 1948 L'Enfer de la corruption (Force of Evil) d'Abraham Polonsky
- 1949 Samson et Dalila (Samson and Delilah) de Cecil B. de Mille

### Années 1950
- 1950 La Femme à l'écharpe pailletée (The File of Thelma Jordon) de Robert Siodmak
- 1950 Jour de chance (Riding High) de Frank Capra
- 1950 Maman est à la page (Let's Dance) de Norman Z. McLeod
- 1950 Mr. Music de Richard Haydn
- 1951 Si l'on mariait papa (Here Comes the Groom) de Frank Capra
- 1952 Sous le plus grand chapiteau du monde (The Greatest Show on Earth) de Cecil B. de Mille
- 1952 L'Ivresse et l'Amour (Something to Live For) de George Stevens
- 1952 C'est Toi que j'aime (Somebody loves me) d'Irving Brecher
- 1952 Pour vous, mon amour (Just for You) d'Elliott Nugent
- 1952 En route vers Bali (Road to Bali) d'Hal Walker
- 1953 La Guerre des mondes (The War of the Worlds) de Byron Haskin
- 1953 Le Petit Garçon perdu (Little Boy Lost) de George Seaton

## Nominations
Nommé pour l'Oscar de la meilleure photographie :
1929
The Magic Flame (1927)
The Devil Dancer (1927)
Sadie Thompson (1928)
1930
Les Nouvelles Vierges (Our dancing Daughters) (1928)
1946
Pavillon noir (The Spanish Main) (1945)
La Maison du Docteur Edwardes (Spellbound) (1945)
1951
Samson et Dalila (Samson and Delilah) (1949)

## Récompenses et distinctions
Oscar de la meilleure photographie en noir et blanc :
1941
Rebecca (1940)